# Gerhard Paulmann
Gerhard Paulmann (* 2. Mai 1926 in Frankfurt am Main; † 1. September 2012) war ein deutscher Ingenieur und Hochschullehrer.

## Leben
Der Sohn eines Kaufmanns schloss 1955 sein Ingenieursstudium mit dem Diplom ab. 1969 wurde er zum Dr. Ing. promoviert. 1972 erhielt er einen Ruf als Professor für Verkehr, Straßenbautechnik und Straßenbautechnologie an die Technische Hochschule Darmstadt. Ab 1974 leitete er auch die dortige der Versuchsanstalt für Straßenwesen.
Paulmann veröffentlichte über 80 Artikel und Aufsätze in wissenschaftlichen Fachzeitschriften. Zudem war er seit 1964 Präsident des Technical Committee der International Tar Conference. Für seine Forschungen erhielt er unter anderem 1968 den Ehrenpreis der Lüer-Stiftung sowie der Lüer-Nadel.
Gerhard Paulmann war verheiratet und Vater von zwei Kindern.

## Schriften (Auswahl)
- Vorgänge und Gesetzmäßigkeiten bei schlag- und gyratorisch verdichtetem bituminösem Mischgut, Darmstadt 1969.
- Weiterführung und Erprobung von Untersuchungsverfahren zur Ermittlung der Einflüsse auf den Verformungswiderstand bituminöser Massen, Bonn-Bad Godesberg: Bundesminister für Verkehr, Abteilung Straßenbau 1985.
- Einfluss von Wartezeiten bei Bodenverfestigungen mit Zement, Bonn-Bad Godesberg: Bundesminister für Verkehr, Abteilung Straßenbau 1985.
- Untersuchung der Verdichtung von Tragschichten ohne Bindemittel (TOB), Bonn-Bad Godesberg: Bundesminister für Verkehr, Abteilung Straßenbau 1989.